# 1056
| 1056               |
| ------------------ |
| Dødsfald - Fødsler |
|                    |

| Gregoriansk kalender | 1056 MLVI               |
| Ab urbe condita      | 1809                    |
| Armensk kalender     | 505 ԹՎ ՇԵ               |
| Kinesiske kalender   | 3752 – 3753 乙未 – 丙申 |
| Etiopisk kalender    | 1048 – 1049             |
| Jødisk kalender      | 4816 – 4817             |
| Hindukalendere       |                         |
| - Vikram Samvat      | 1111 – 1112             |
| - Shaka Samvat       | 978 – 979               |
| - Kali Yuga          | 4157 – 4158             |
| Iransk kalender      | 434 – 435               |
| Islamisk kalender    | 448 – 449               |

Konge i Danmark: Svend 2. Estridsen 1047-1074
Se også 1056 (tal)